# Tarcza duchowna
Tarcza duchowna – polski modlitewnik wydany w 1533 lub 1534.
Modlitewnik jest przekładem łacińskiego zbioru Clypeus spiritualis. Wydany został w Krakowie w 1533 lub 1534 przez Floriana Unglera. Zbiór zawiera psalmy, litanie, rozmyślania o życiu Chrystusa i modlitwy prozą. Modlitwy przeznaczone są na różne okazje. Przeważa w nich ton osobisty, podkreślony użyciem pierwszej osoby. Egzemplarz modlitewnika znajduje się w Bibliotece Jagiellońskiej w Krakowie.
Łaciński oryginał znalazł się wcześniej w rękopiśmiennym modlitewniku Zygmunta Starego (zapis z 1524), zaś drukiem został wydany czterokrotnie przez Krzysztofa Warszewickiego pod koniec XVI w.